# Mowa tronowa
Mowa tronowa – uroczyste przemówienie panującego monarchy w formie orędzia wygłaszane w obecności członków parlamentu (zgromadzenia narodowego) zwykle z okazji rozpoczęcia nowej, rocznej sesji parlamentu. Obecnie, w Europie, zwyczaj ten jest praktykowany w Wielkiej Brytanii przez króla Karola III, w Holandii przez króla Wilhelma-Aleksandra i w Norwegii przez króla Haralda V. Monarcha w mowie tronowej, zwykle przygotowanej przez urzędującego premiera, przedstawia założenia działań rządu w zakresie polityki, gospodarki i spraw socjalnych na nadchodzący rok.